# مادام بوواری (فیلم ۲۰۱۴)
«مادام بوواری» (انگلیسی: Madame Bovary) یک فیلم درام است که در سال ۲۰۱۵ منتشر شد. از بازیگران آن می‌توان به ازرا میلر، لورا کارمایکل، میا واشیکوفسکا، پل جیاماتی، و ریس آیفنز اشاره کرد.

## خلاصه داستان
این فیلم جدیدترین اقتباس از رمان فلوبر با همین نام است، ملودرامی درباره زنی به نام اما که جاه‌طلب و شهرستانی است و با دکتر بوواری ازدواج می‌کند. بخش اعظمی از داستان حول اختلاف میان ایدئال‌های خیال‌بافانه و جاه‌طلبانه اما و واقعیت‌های زندگی روستایی او می‌چرخد، به خصوص که این قضایا او را به سوی دو عشق سوق داده و بدهی‌های قابل توجهی برایش به همراه می‌آورند که سرانجام باعث می‌شود اما اقدام به خودکشی کند.